# Gemination (Sprache)
Gemination (lateinisch geminare ‚verdoppeln‘) bezeichnet in der Linguistik Dopplungen von Lauten sowie die damit einhergehenden sprachlichen Phänomene, wie eine längere Aussprache. Grundsätzlich können Konsonanten also ebenso wie Vokale phonologisch lang oder kurz auftreten. Geminaten kommen beispielsweise in der italienischen, polnischen, finnischen, arabischen, türkischen und japanischen Sprache vor, sowie in zahlreichen westmitteldeutschen Dialekten.

## Buchstaben und Phoneme
Gemination bezeichnet hier die längere Aussprache von Konsonanten; ein solcher langer Konsonant heißt eine Geminata. In der lateinischen Schrift werden Geminaten meist durch Verdoppelung der Konsonantenbuchstaben bezeichnet. Nicht jeder solche Doppelkonsonant bezeichnet jedoch eine Geminata; es kann sich auch um die Bezeichnung der Kürze des vorangegangenen Vokals ohne Änderung der Aussprache des Konsonanten handeln wie im Standarddeutschen. In der arabischen und hebräischen Schrift kann die Gemination durch ein diakritisches Zeichen (arabische Schadda, hebräisches Dagesch) bezeichnet werden, nicht aber durch Verdoppelung des Konsonanten.
Beispiel (finnisch):
- kuka „wer“
- kukka „Blume“

### Geminaten im Urgermanischen und im Althochdeutschen
Während die indogermanische Ursprache noch keinen Unterschied zwischen langen und kurzen Konsonanten kannte, entstanden im Urgermanischen – u. a. durch Assimilation – echte Geminaten. Mit der Zweiten Lautverschiebung, also am Übergang zum Althochdeutschen, wurden einige davon zu Affrikaten (pp→pf, tt→ts, nur im Oberdeutschen: kk→kx). Die im Althochdeutschen ansonsten weiterhin bestehende Opposition Simplex vs. Geminate verlor sich endgültig im Mittelhochdeutschen.

### Situation in den modernen germanischen Sprachen
Typisch für viele moderne germanische Sprachen ist, dass der ursprünglich vorhandene, bedeutungsrelevante, phonologische Unterschied zwischen kurzen und langen Konsonanten nicht mehr existiert, so dass die doppelte Schreibung eines Konsonanten nicht mehr für die Darstellung dieses Unterschieds gebraucht wird. Und dass es daneben aber den Unterschied zwischen kurzen bzw. monophthongischen und langen bzw. diphthongischen Vokalen gibt, der in diesen Sprachen oftmals nur teilweise oder gar nicht mithilfe der Vokalbuchstaben wiedergegeben werden kann.
So kam es dazu, dass im Deutschen, Niederländischen, Dänischen, Norwegischen, Schwedischen und Englischen doppelt dargestellte Konsonanten die Funktion übernehmen konnten, die genannten Vokalunterschiede zu markieren. In allen diesen Sprachen kennzeichnen die doppelten Konsonantenbuchstaben die Kürze des unmittelbar vorausgehenden Vokals (z. T. korrespondierend mit dessen offener Aussprache), sie dienen also als „Kürzezeichen“. Allerdings wird in keiner dieser Sprachen jeder Kurzvokal auf diese Weise gekennzeichnet. Je nach Sprache werden in unterschiedlicher Abhängigkeit von Silben- bzw. Morphemstruktur eines Wortes Konsonanten doppelt geschrieben. Gemeinsam ist diesen Sprachen die Grundregel, dass ein einzelner Konsonant zwischen zwei Vokalen (von denen der erste kurz ist) doppelt dargestellt wird. Der Gebrauch am Wortende und vor anderen Konsonanten ist dagegen unterschiedlich geregelt (vgl. deutsch schwimmen – sie schwimmt mit englisch swimming – she swims), z. T. mit Sonderregeln innerhalb einer Sprache: vgl. deutsch vor der Reform der deutschen Rechtschreibung von 1996 regelmäßig Ritte – Ritt, aber aufgrund einer Sonderregel Risse – Riß (seit der Reform ebenfalls gemäß der grundlegenden Regel Riss); schwedisch regelmäßig hotellet – hotell, aber aufgrund einer Sonderregel blommor – blom.
Die doppelte Schreibung des Konsonanten (bzw. die Verkürzung der Aussprache des vorangehenden Vokals) hat also in diesen Sprachen eine bedeutungsunterscheidende Funktion. Beispiel fürs Deutsche: Rate – Ratte. In Rate ist das a lang, in Ratte ist es kurz; das t wird jedoch gleich ausgesprochen.
Damit einher geht außerdem die Funktion, die Silbengrenze zu markieren. Einer weit verbreiteten Auffassung in der Phonologie zufolge liegt bei Rate die Silbengrenze vor dem Konsonanten, während sie bei Ratte auf dem Konsonanten liegt (das [t] ist hier ein ambisilbischer Konsonant oder Silbengelenk und gehört damit zu beiden Silben). Damit lässt sich die oben genannte Grundregel erklären.
Da in der deutschen Schrift ein doppelter Konsonantenbuchstabe keinen längeren Konsonanten bezeichnet, sondern die Verkürzung des davorstehenden Vokals, werden die Geminaten z. B. des Italienischen von Sprechern mit deutscher Muttersprache sehr häufig falsch ausgesprochen. Im Deutschen sind hörbar verlängerte Konsonanten nur manchmal als Ergebnis einer Wortzusammensetzung zu finden, wenn hierdurch zwei gleiche Konsonanten aufeinander folgen; etwa in den Wörtern Stapellauf, Sauerstoffflasche oder Betttuch.
Dagegen kommen hörbar verlängerte Konsonanten in einigen deutschsprachigen Regionen in den Dialekten oder der Regionalsprache vor, so etwa von Luxemburg über die Eifel bis nördlich Kölns, und zwar unabhängig von der Schreibweise, überwiegend hinter kurzen Vokalen, doch bei weitem nicht ausschließlich.
In gewissen deutschen Dialekten allerdings symbolisiert die Buchstabenverdoppelung durchaus eine Gemination des Konsonanten und steht nicht im Zusammenhang mit der Länge des vorangehenden Vokals. Zum Beispiel stehen sich in vielen schweizerdeutschen Dialekten [ˈofə] ‚Ofen‘ (f < germanisch /f/) und [ˈofːə] ‚offen‘ (f < germanisch /p/) sowie [ˈhasə] ‚Hasen‘ (s < germanisch /s/) und [ˈhasːə] ‚hassen‘ (s < germanisch /t/) gegenüber. Die verlängerte Aussprache von Doppelkonsonantenbuchstaben ist auch im Schweizer Hochdeutsch verbreitet. Umgekehrt ist die unbewusste Auslassung dieser Längung von Deutschen, die Schweizerdialekt sprechen, ein ebenso typisches Merkmal. So enthüllt das häufig zitierte schweizerdeutsche Wort Chuchichäschtli (nhd. ‚kleiner Küchenschrank‘) Sprecher aus Deutschland, weil sie das korrekterweise genau einmal lang ausgesprochene ch, nämlich [ˈχuχːiˌχæʃtli], entweder gar nicht ([ˈχuχiˌχæʃtli]) oder dann gleich zwei- oder dreimal lang aussprechen ([ˈχːuχːiˌχːæʃtli]).
Digraphen (z. B. ch) und Trigraphen (z. B. sch) können im Deutschen – weil nach den Regeln im Deutschen nur einzelne Konsonantenbuchstaben geminiert werden können – nicht verdoppelt werden, obschon eine Gemination zur Symbolisierung der Vokallänge eigentlich genau so sinnvoll wäre. Beispielsweise könnte man Lache unterscheiden, ob es das Wort mit langem oder kurzem A meint. Im Arabischen kann die Gemination eines Konsonanten durch das Sonderzeichen Taschdīd gekennzeichnet werden; im Hebräischen durch Dagesch.